# Víkurskarð
Der Víkurskarð ist ein Pass im Nordosten von Island.
Er erreicht eine Höhe von 325 m im Verlauf des Víkurskarðvegurs 84 als früherer Verlauf der Ringstraße zwischen Akureyri und dem See Mývatn im Süden des Gemeindegebiets von Grýtubakki. Die Ringstraße führt jetzt durch die Vaðlaheiðargöng.

## Charakteristika
Von Akureyri aus quert die Straße zunächst in östlicher Richtung den Fjord Eyjafjörður.
An diesem führt sie rund 20 km entlang Richtung Fjordausgang.
Der Aufstieg zum Pass beginnt etwa bei der Wegabzweigung zum Museumhof Laufás und nach Grenivík.
Steil und mit bei entsprechendem Wetter sehr guter Aussicht auf den Fjord windet sich die Straße in Serpentinen hinauf.
Auf der Passhöhe liegt ein Parkplatz, von dem aus man jedoch keinerlei Aussicht hat.
Er dient mehr den Jägern und Viehtreibern.
Auf der anderen Seite führt die Straße dann relativ sanft hinunter in das Tal Fnjóskadalur.
Dort findet man viele Waldpflanzungen deren größte der Vaglaskógur ist.

## Winterliches Verkehrshindernis
Im Winter konnte sich der Pass zu einem beträchtlichen Verkehrshindernis entwickeln, deswegen wurde der mautpflichtige Tunnel Vaðlaheiðargöng seit 2013 gebaut, er wurde im Dezember 2018 eröffnet.
Durch ihn verläuft jetzt die Ringstraße.
Bei der Auffahrt zum Pass sieht man eine elektronische Anzeigetafel mit Informationen zur Temperatur sowie zu den Windgeschwindigkeiten (in m/s).

## Früherer Wegverlauf
Seit etwa 1930 verlief die Ringstraße über den Pass Steinsskarð auf der Hochebene Vaðlaheiði.
Dieser liegt zwar acht Kilometer südlich, aber 13 Serpentinen vor und hinter dem Pass erschweren den Weg.
Die Fahrstrecke zwischen Akureyri zum Mývatn verkürzt sich nur um 3 Kilometer.
Der Pass über den Víkurskarð wurde 1985 fertiggestellt.